# 韋拉 (格勞賓登州)

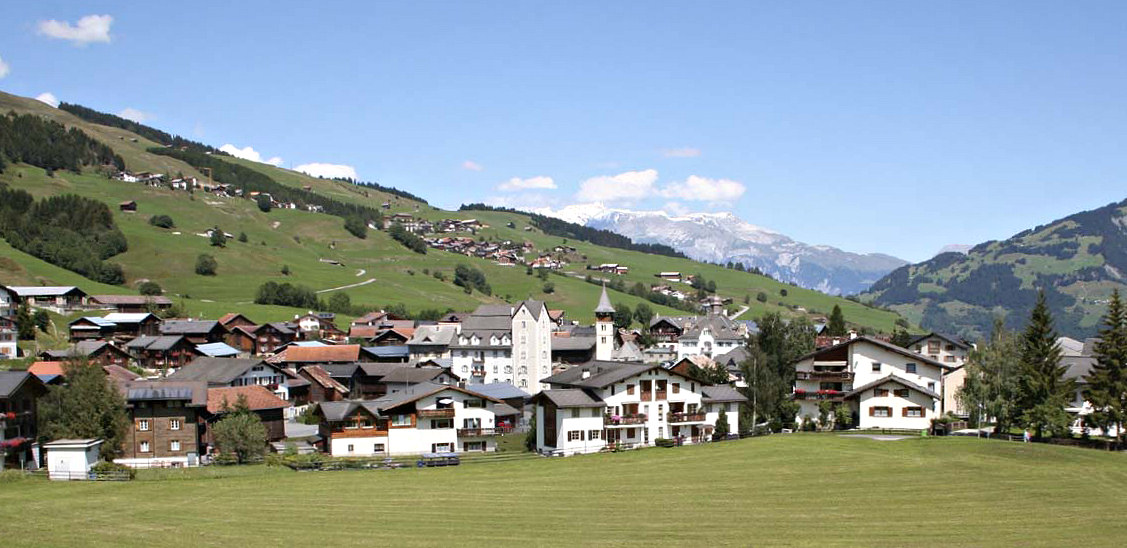

韋拉是瑞士的城鎮，位於該國東部，由格勞賓登州負責管轄，面積7.38平方公里，海拔高度1,244米，每年平均降雨量1,004毫米，2011年人口438，人口密度每平方公里59人。

## 外部連結
- https://web.archive.org/web/20060831052718/http://www.vallumnezia.ch/